# Unione Sportiva Triestina Calcio 1918 2024-2025
Questa voce raccoglie le informazioni riguardanti l'Unione Sportiva Triestina 1918 nelle competizioni ufficiali della stagione 2024-2025.

## Stagione
L'esordio stagionale avviene ai turni eliminatori di Coppa Italia, dove i giuliani si arrendono al Trento per 1-0.
Alla prima giornata, gli alabardati battono 3-0 l'Arzignano Valchiampo, ma una striscia di 15 risultati negativi fa calare la squadra all'ultimo posto, testa a testa con la neopromossa Union Clodiense CS che chiuderà aritmeticamente ultima. La striscia si interrompe alla 17ª giornata, quando viene ingaggiato Attilio Tesser e conquista sette punti: il pareggio dal Padova e le vittorie contro L.R. Vicenza e Novara permettono alla Triestina di chiudere l'andata al penultimo posto.
Nel girone di ritorno i giuliani subiscono anche pareggi o sconfitte immeritate o pilotate da errori arbitrali, inframezzate da otto vittorie per un totale di 27 punti, tallonando le deludenti Pro Vercelli, Pergolettese e Pro Patria.

## Divise e sponsor
Da questa stagione lo sponsor tecnico della Triestina non è più Erreà come nelle due precedenti stagioni, bensì Kappa, con cui viene siglato un accordo biennale.
La prima e la seconda divisa vengono presentate tramite il sito ufficiale del club nel luglio del 2024. La maglia di casa è rossa come da tradizione, con l'alabarda, simbolo societario, che si nota sul cuore e ripetuto a motivo sul colletto bianco a polo; il corpo include una riproduzione tono su tono della pavimentazione in pietra arenaria di Piazza Unità d'Italia, principale centro storico di Trieste. Il completo da trasferta è invece bianco, con una palatura verticale tono su tono e un design retrò ottenuto grazie al logo Kappa omini, posto ad arte sulle spalle in modo da richiamare lo stile degli anni '80 e '90. Il terzo kit, infine, è stato rilasciato il 29 novembre 2024, sempre per mezzo di un comunicato online: si tratta di un modello nero con scollo a V e inserti rossi, con la ripetizione dell'alabarda tono su tono su tutto il corpo.
Sulle magliette, oltre al logo del fornitore del materiale tecnico posizionato in alto a sinistra, trovano posto Io Sono FVG, marchio istituzionale, e Step Impianti, azienda elettrica cittadina.
| Casa | Trasferta | Terza divisa |

## Organigramma societario
Dal sito internet ufficiale della società.
Area direttiva
- Presidente: Benjamin Rosenzweig
- Amministratore delegato: Sebastiano Stella
- Direttore generale: Alex Menta

Area organizzativa
- Segretario generale: Cristiana Cechet
- Team Manager: Vanni Pessotto
- Receptionist: Sandra Ramani

Comunicazione e Marketing
- Responsabile del marchio: Sonya Kondratenko
- Ufficio stampa: Emilio Ripari
- Social Media Manager: Anna Cecchinato

Area commerciale
- Partnerships Manager: Sebastian Spada
- Merchandise Manager: Romina Milanese

Area Stadio
- Biglietteria: Luca Henke
- Gestione Eventi: Claudio Gigante
- Deputato Gestione Eventi: Massimiliano Serri
- SLO: Ettore Monti
- Relazioni con la comunità: Giambattista Domestici

Area tecnica
- Direttore sportivo: Morris Donati fino al 4 settembre 2024,[12] poi Daniele Delli Carri dal 27 novembre 2024[13]
- FIFA TMS & Transfer Manager: Antonino Minutoli
- Allenatore: Michele Santoni fino al 27 settembre 2024,[14] poi Geppino Marino ad interim fino al 21 ottobre 2024,[15] poi Pep Clotet fino al 27 novembre 2024,[16] poi Attilio Tesser[13]
- Allenatore in seconda: Gianluigi Ghia fino al 21 ottobre 2024, poi Berto Lladó fino al 27 novembre 2024,[17] poi Giuseppe Gemiti[13]
- Collaboratore tecnico: Gianluigi Ghia dal 21 ottobre 2024 al 27 novembre 2024, poi Daniele Grendene
- Preparatore atletico: Manuele Ferrini e Fabio Fiore fino al 21 ottobre 2024, poi Sean Rush e Fabio Fiore fino al 27 novembre 2024, poi Fabio Munzone
- Preparatore dei portieri: Alessandro Vitrani fino al 21 ottobre 2024, poi Francesco Benussi fino al 27 novembre 2024, poi Leonardo Cortiula
- Match Analyst: Jordy Kluitenberg

Area medica
- Medici sociali: Marcello Tence, Fabio Savron, Paolo Bergagna, Sergio Parco
- Fisioterapisti: Alex Rossone, Emil Bukavec, Ruben Sclauzero

## Rosa
Dal sito internet ufficiale della società.
| N. |                        | Ruolo | Calciatore                      |
| -- | ---------------------- | ----- | ------------------------------- |
| 1  | Paesi Bassi (bandiera) | P     | Kelle Roos                      |
| 2  | Francia (bandiera)     | D     | Côme Bianay Balcot              |
| 3  | Paesi Bassi (bandiera) | D     | Teun Bijleveld                  |
| 4  | Italia (bandiera)      | C     | Andrea Vallocchia               |
| 5  | Italia (bandiera)      | D     | Domenico Frare                  |
| 6  | Italia (bandiera)      | D     | Andrea Moretti                  |
| 7  | Curaçao (bandiera)     | A     | Jaron Vicario                   |
| 7  | Moldavia (bandiera)    | C     | Artur Ioniță                    |
| 8  | Paesi Bassi (bandiera) | C     | Rayan El Azrak                  |
| 9  | Finlandia (bandiera)   | A     | Eetu Vertainen                  |
| 10 | Slovenia (bandiera)    | D     | Aljaž Struna (capitano)         |
| 10 | Italia (bandiera)      | C     | Christian D'Urso                |
| 11 | Haiti (bandiera)       | C     | Christopher Attys               |
| 12 | Italia (bandiera)      | P     | Francesco Borriello             |
| 13 | Marocco (bandiera)     | C     | Sofian Kiyine                   |
| 13 | Italia (bandiera)      | A     | Luca Strizzolo                  |
| 14 | Italia (bandiera)      | C     | Umberto Germano (vice capitano) |
| 15 | Francia (bandiera)     | C     | Omar Correia (capitano)         |

| N. |                       | Ruolo | Calciatore            |
| -- | --------------------- | ----- | --------------------- |
| 16 | Italia (bandiera)     | C     | Luca Fiordilino       |
| 17 | Islanda (bandiera)    | C     | Kristófer Jónsson     |
| 18 | Italia (bandiera)     | D     | Damiano Cancellieri   |
| 19 | Italia (bandiera)     | D     | Tommaso Silvestri     |
| 20 | Francia (bandiera)    | A     | Jean-Guy Akpa Akpro   |
| 21 | Italia (bandiera)     | D     | Mattia Tonetto        |
| 23 | Italia (bandiera)     | C     | Marco Ballarini       |
| 27 | Italia (bandiera)     | A     | King Udoh             |
| 30 | Italia (bandiera)     | P     | Davide Mastrantonio   |
| 33 | Italia (bandiera)     | D     | Nicholas Rizzo        |
| 42 | Kosovo (bandiera)     | C     | Idriz Voca            |
| 44 | Italia (bandiera)     | D     | Alessandro Bianconi   |
| 46 | Portogallo (bandiera) | C     | Braima Sambú          |
| 72 | Slovenia (bandiera)   | D     | Daniel Pavlev         |
| 73 | Lettonia (bandiera)   | A     | Raimonds Krollis      |
| 73 | Croazia (bandiera)    | D     | Simone Kosijer        |
| 77 | Islanda (bandiera)    | A     | Stígur Þórðarson      |
| 77 | Italia (bandiera)     | C     | Alessandro Cortinovis |
| 99 | Italia (bandiera)     | A     | Marco Olivieri        |

## Calciomercato

### Sessione estiva(dal 01/07 al 31/08)
| Acquisti         | Acquisti            | Acquisti          | Acquisti                         |
| R.               | Nome                | da                | Modalità                         |
| ---------------- | ------------------- | ----------------- | -------------------------------- |
| P                | Kelle Roos          |                   | svincolato                       |
| P                | Francesco Borriello |                   | svincolato                       |
| D                | Teun Bijleveld      |                   | svincolato                       |
| D                | Mattia Tonetto      |                   | svincolato                       |
| D                | Andrea Moretti      | Inter             | definitivo                       |
| D                | Domenico Frare      | Cittadella        | prestito con obbligo di riscatto |
| C                | Marco Ballarini     | Udinese           | prestito con diritto di riscatto |
| C                | Braima Sambú        | Porto             | definitivo                       |
| C                | Idriz Voca          |                   | svincolato                       |
| C                | Christian D'Urso    | Cosenza           | definitivo                       |
| C                | Christopher Attys   | Trento            | definitivo                       |
| A                | Marco Olivieri      | Juventus Next Gen | definitivo                       |
| A                | Jaron Vicario       | Den Bosch         | definitivo                       |
| A                | Stígur Þórðarson    | Benfica           | definitivo                       |
| A                | Raimonds Krollis    | Spezia            | prestito con diritto di riscatto |
| Altre operazioni |                     |                   |                                  |
| R.               | Nome                | da                | Modalità                         |
| C                | Gabriele Parlanti   | Sestri Levante    | fine prestito                    |
| C                | Olaf Kozłowski      | Pro Vercelli      | fine prestito                    |

| Cessioni         | Cessioni            | Cessioni     | Cessioni                                          |
| R.               | Nome                | a            | Modalità                                          |
| ---------------- | ------------------- | ------------ | ------------------------------------------------- |
| P                | Kristjan Matoševič  | Juve Stabia  | prestito                                          |
| P                | Giuseppe Agostino   |              | svincolato                                        |
| D                | Lorenzo Moretti     | Cremonese    | definitivo                                        |
| D                | Alessandro Malomo   |              | rescissione consensuale                           |
| D                | Matteo Ciofani      |              | fine carriera                                     |
| C                | Mattia Minesso      |              | svincolato                                        |
| C                | Olaf Kozłowski      | Sciaffusa    | prestito                                          |
| C                | Gabriele Parlanti   | Feyenoord    | definitivo                                        |
| C                | Enrico Celeghin     | Giugliano    | definitivo                                        |
| C                | Teoman Gündüz       | Lecco        | prestito con diritto di riscatto e controriscatto |
| C                | Lamine Fofana       |              | rescissione consensuale                           |
| A                | Facundo Lescano     | Trapani      | definitivo                                        |
| A                | Andrea Adorante     | Juve Stabia  | obbligo di riscatto esercitato                    |
| A                | Mattia Felici       | Feralpisalò  | obbligo di riscatto esercitato                    |
| A                | Jean-Guy Akpa Akpro | Crotone      | prestito                                          |
| Altre operazioni |                     |              |                                                   |
| R.               | Nome                | a            | Modalità                                          |
| D                | Luca Petrasso       | Orlando City | fine prestito                                     |
| C                | Marco Ballarini     | Udinese      | fine prestito                                     |
| C                | Christian D'Urso    | Cosenza      | fine prestito                                     |
| A                | Daishawn Redan      | Venezia      | fine prestito                                     |

### Sessione invernale(dal 02/01 al 03/02)
| Acquisti         | Acquisti              | Acquisti     | Acquisti                                          |
| R.               | Nome                  | da           | Modalità                                          |
| ---------------- | --------------------- | ------------ | ------------------------------------------------- |
| P                | Joel Malusà           | Udinese      | prestito con diritto di riscatto e controriscatto |
| P                | Davide Mastrantonio   | Roma         | prestito                                          |
| D                | Côme Bianay Balcot    | Torino       | prestito con diritto di riscatto e controriscatto |
| D                | Tommaso Silvestri     | Catania      | prestito                                          |
| D                | Damiano Cancellieri   | Avellino     | prestito                                          |
| C                | Luca Fiordilino       | Venezia      | definitivo                                        |
| C                | Artur Ioniță          | Lecco        | definitivo                                        |
| C                | Leonardo Pedicillo    | Messina      | definitivo                                        |
| C                | Alessandro Cortinovis | Atalanta U23 | prestito                                          |
| A                | King Udoh             | Trapani      | prestito con obbligo di riscatto                  |
| A                | Luca Strizzolo        | Modena       | prestito                                          |
| Altre operazioni |                       |              |                                                   |
| R.               | Nome                  | da           | Modalità                                          |
| C                | Aaron Kačinari        | FC Tulsa     | fine prestito                                     |
| C                | Teoman Gündüz         | Lecco        | fine prestito                                     |
| A                | Jean-Guy Akpa Akpro   | Crotone      | fine prestito                                     |

| Cessioni         | Cessioni           | Cessioni         | Cessioni                         |
| R.               | Nome               | a                | Modalità                         |
| ---------------- | ------------------ | ---------------- | -------------------------------- |
| D                | Aljaž Struna       |                  | rescissione consensuale          |
| D                | Andrea Moretti     | Pontedera        | prestito                         |
| D                | Matteo Anzolin     | Novara           | prestito                         |
| D                | Nicholas Rizzo     | Lucchese         | prestito                         |
| C                | Andrea Vallocchia  | Ternana          | definitivo                       |
| C                | Christopher Attys  | Lecco            | prestito con diritto di riscatto |
| C                | Sofian Kiyine      | Foggia           | prestito                         |
| C                | Rayan El Azrak     | Shaanxi Union FC | prestito con diritto di riscatto |
| C                | Aaron Kačinari     | Rudar Velenje    | prestito                         |
| A                | Jaron Vicario      | Messina          | prestito                         |
| Altre operazioni |                    |                  |                                  |
| R.               | Nome               | a                | Modalità                         |
| C                | Leonardo Pedicillo | Messina          | prestito                         |
| C                | Marco Ballarini    | Lucchese         | fine prestito                    |
| A                | Raimonds Krollis   | Spezia           | fine prestito                    |

### Operazioni esterne alle sessioni
| Acquisti | Acquisti            | Acquisti | Acquisti   |
| R.       | Nome                | da       | Modalità   |
| -------- | ------------------- | -------- | ---------- |
| D        | Alessandro Bianconi |          | svincolato |
| C        | Sofian Kiyine       |          | svincolato |

| Cessioni | Cessioni         | Cessioni | Cessioni   |
| R.       | Nome             | a        | Modalità   |
| -------- | ---------------- | -------- | ---------- |
| A        | Stígur Þórðarson | Víkingur | definitivo |

## Risultati

### Serie C

#### Girone di andata
| Arbitro: | Marotta (Sapri) |

|                                            |           |  |
| Correia 60’ Vertainen 63’ Attys 68’ (rig.) | Marcatori |  |

| Arbitro: | Bozzetto (Bergamo) |

|           |           |  |
| Biondi 5’ | Marcatori |  |

| Arbitro: | Cerbasi (Arezzo) |

|  |           |              |
|  | Marcatori | 1’ T. Marras |

| Arbitro: | Poli (Verona) |

|            |           |                                                   |
| D'Urso 34’ | Marcatori | 3’, 63’, 85’ V. Vlahović 27’ Panada 80’ Vavassori |

| Arbitro: | Grasso (Ariano Irpino) |

|                        |           |                  |
| Celjak 30’ Ilari 90+1’ | Marcatori | 35’ (rig.) Attys |

| Arbitro: | Gauzolino (Torino) |

|                           |           |                                    |
| J. Vicario 21’ Struna 59’ | Marcatori | 8’ Pisano 33’ Iori 70’ Taugourdeau |

| Arbitro: | Angelillo (Nola) |

|                  |           |                      |
| Di Carmine 90+1’ | Marcatori | 11’ (rig.) Vertainen |

| Arbitro: | Picardi (Viareggio) |

|               |           |          |
| Bijleveld 71’ | Marcatori | 67’ Comi |

| Arbitro: | Gandino (Alessandria) |

|             |           |  |
| Marconi 27’ | Marcatori |  |

| Arbitro: | Gavini (Aprilia) |

|  |           |                              |
|  | Marcatori | 34’ De Marchi 90+7’ C. Gatti |

| Arbitro: | Rinaldi (Bassano del Grappa) |

|           |           |  |
| Arini 82’ | Marcatori |  |

| Arbitro: | Nigro (Prato) |

|                 |           |              |
| Vertainen 90+4’ | Marcatori | 81’ Alì Zoma |

| Busto Arsizio 3 novembre 2024, ore 17:30 CET 13ª giornata | Pro Patria             | 0 – 0 referto | Triestina | Carlo Speroni (702 spett.)\| Arbitro: \| Manedo Mazzoni (Prato) \| |
| Arbitro:                                                  | Manedo Mazzoni (Prato) |               |           |                                                                    |

| Arbitro: | Di Loreto (Terni) |

|  |           |            |
|  | Marcatori | 87’ Avinci |

| Arbitro: | Vergaro (Bari) |

|                          |           |  |
| Cavuoti 8’ Pietrelli 44’ | Marcatori |  |

| Arbitro: | Gigliotti (Cosenza) |

|  |           |              |
|  | Marcatori | 84’ Vassallo |

| Arbitro: | Castellone (Napoli) |

|                       |           |           |
| Bortolussi 13’ (rig.) | Marcatori | 76’ Sambú |

| Arbitro: | Diop (Treviglio) |

|                          |           |  |
| Olivieri 56’ (rig.), 84’ | Marcatori |  |

| Arbitro: | Maccarini (Arezzo) |

|                        |           |                                         |
| Basso 69’ Agyemang 76’ | Marcatori | 57’ (rig.), 73’ Olivieri 90+3’ El Azrak |

#### Girone di ritorno
| Arbitro: | Dini (Città di Castello) |

|                               |           |  |
| Lunghi 3’, 44’ Cerretelli 67’ | Marcatori |  |

| Arbitro: | Vingo (Pisa) |

|                                      |           |  |
| Olivieri 56’ El Azrak 68’ Udoh 90+4’ | Marcatori |  |

| Arbitro: | Totaro (Lecce) |

|  |           |                                 |
|  | Marcatori | 64’ (rig.), 73’ (rig.) Olivieri |

| Arbitro: | Zoppi (Firenze) |

|                                   |           |                     |
| V. Vlahović 10’, 53’ Scheffer 34’ | Marcatori | 59’ (rig.) Olivieri |

| Arbitro: | Maccorin (Pordenone) |

|             |           |             |
| Correia 33’ | Marcatori | 90’ Ferrini |

| Arbitro: | Pacella (Roma 2) |

|                   |           |                              |
| Jo. Tenkorang 90’ | Marcatori | 6’ Ioniță 12’, 27’ Vertainen |

| Arbitro: | Silvestri (Roma 1) |

|            |           |  |
| Ioniță 59’ | Marcatori |  |

| Arbitro: | Milone (Taurianova) |

|  |           |             |
|  | Marcatori | 79’ Jónsson |

| Arbitro: | Tona Mbei (Cuneo) |

|                       |           |  |
| Olivieri 45+3’ (rig.) | Marcatori |  |

| Arbitro: | Terribile (Bassano del Grappa) |

|                           |           |                          |
| Rispoli 48’ De Marchi 90’ | Marcatori | 19’ Ioniță 23’ Vertainen |

| Trieste 9 marzo 2025, ore 17:30 CET 30ª giornata | Triestina           | 0 – 0 referto | Pergolettese | Nereo Rocco (4 702 spett.)\| Arbitro: \| Ramondino (Palermo) \| |
| Arbitro:                                         | Ramondino (Palermo) |               |              |                                                                 |

| Arbitro: | Peletti (Crema) |

|                           |           |  |
| Alì Zoma 41’ S. Longo 65’ | Marcatori |  |

| Arbitro: | Caruso (Viterbo) |

|                     |           |  |
| Barlocco 74’ (aut.) | Marcatori |  |

| Arbitro: | Frasynyak (Gallarate) |

|                                        |           |  |
| Colombara 2’ De Maria 21’ Ballabio 81’ | Marcatori |  |

| Arbitro: | Renzi (Pesaro) |

|               |           |                        |
| Strizzolo 54’ | Marcatori | 3’ Cabianca 83’ Crespi |

| Arbitro: | Andreano (Prato) |

|  |           |            |
|  | Marcatori | 79’ Ioniță |

| Arbitro: | Zanotti (Rimini) |

|  |           |                |
|  | Marcatori | 11’ Bortolussi |

| Arbitro: | Madonia (Palermo) |

|              |           |  |
| Talarico 37’ | Marcatori |  |

| Arbitro: | Castellone (Napoli) |

|                                                                        |           |  |
| Fiordilino 2’, 39’ Olivieri 12’ Sambú 18’ Silvestri 32’ Cortinovis 78’ | Marcatori |  |

#### Play-out
| Caldiero 10 maggio 2025, ore 20:00 CEST Andata | Caldiero            | 0 – 0 referto | Triestina | Mario Berti (1 732 spett.)\| Arbitro: \| Di Cicco (Lanciano) \| |
| Arbitro:                                       | Di Cicco (Lanciano) |               |           |                                                                 |

| Trieste 17 maggio 2025, ore 20:00 CEST Ritorno | Triestina        | 0 – 0 referto | Caldiero | Nereo Rocco (6 553 spett.)\| Arbitro: \| Zanotti (Rimini) \| |
| Arbitro:                                       | Zanotti (Rimini) |               |          |                                                              |

### Coppa Italia Serie C

#### Turni eliminatori
| Arbitro: | Zago (Conegliano) |

|  |           |                        |
|  | Marcatori | 90+2’ (rig.) Anastasia |

## Statistiche
Statistiche aggiornate al 17 maggio 2025.

### Statistiche di squadra
| Competizione         | Punti | In casa | In casa | In casa | In casa | In casa | In casa | In trasferta | In trasferta | In trasferta | In trasferta | In trasferta | In trasferta | Totale | Totale | Totale | Totale | Totale | Totale | DR |
| Competizione         | Punti | G       | V       | N       | P       | Gf      | Gs      | G            | V            | N            | P            | Gf           | Gs           | G      | V      | N      | P      | Gf     | Gs     | DR |
| -------------------- | ----- | ------- | ------- | ------- | ------- | ------- | ------- | ------------ | ------------ | ------------ | ------------ | ------------ | ------------ | ------ | ------ | ------ | ------ | ------ | ------ | -- |
| Serie C              | 36    | 19+1    | 7       | 4+1     | 8       | 24      | 19      | 19+1         | 5            | 4+1          | 10           | 16           | 26           | 38+2   | 12     | 8+2    | 18     | 40     | 45     | -5 |
| Coppa Italia Serie C | -     | 1       | 0       | 0       | 1       | 0       | 1       | 0            | 0            | 0            | 0            | 0            | 0            | 1      | 0      | 0      | 1      | 0      | 1      | -1 |
| Totale               | -     | 21      | 7       | 5       | 9       | 24      | 20      | 20           | 5            | 5            | 10           | 16           | 26           | 41     | 12     | 10     | 19     | 40     | 46     | -6 |

### Andamento in campionato
| Giornata  | 1 | 2  | 3  | 4  | 5  | 6  | 7  | 8  | 9  | 10 | 11 | 12 | 13 | 14 | 15 | 16 | 17 | 18 | 19 | 20 | 21 | 22 | 23 | 24 | 25 | 26 | 27 | 28 | 29 | 30 | 31 | 32 | 33 | 34 | 35 | 36 | 37 | 38 |
| --------- | - | -- | -- | -- | -- | -- | -- | -- | -- | -- | -- | -- | -- | -- | -- | -- | -- | -- | -- | -- | -- | -- | -- | -- | -- | -- | -- | -- | -- | -- | -- | -- | -- | -- | -- | -- | -- | -- |
| Luogo     | C | T  | C  | C  | T  | C  | T  | C  | T  | C  | T  | C  | T  | C  | T  | C  | T  | C  | T  | T  | C  | T  | T  | C  | T  | C  | T  | C  | T  | C  | T  | C  | T  | C  | T  | C  | T  | C  |
| Risultato | V | P  | P  | P  | P  | P  | N  | N  | P  | P  | P  | N  | N  | P  | P  | P  | N  | V  | V  | P  | V  | V  | P  | N  | V  | V  | V  | V  | N  | N  | P  | V  | P  | P  | V  | P  | P  | V  |
| Posizione | 8 | 11 | 13 | 16 | 18 | 19 | 20 | 19 | 19 | 19 | 20 | 20 | 20 | 20 | 20 | 20 | 20 | 19 | 19 | 19 | 18 | 17 | 17 | 17 | 17 | 17 | 17 | 16 | 16 | 17 | 17 | 16 | 17 | 17 | 16 | 17 | 17 | 16 |

Fonte:  Classifica Serie C Girone A, su tuttocampo.it.
Legenda:

Luogo: C = Casa; T = Trasferta. Risultato: V = Vittoria; N = Pareggio; P = Sconfitta.

### Statistiche dei giocatori
Sono in corsivo i calciatori che hanno lasciato la squadra a stagione in corso.
| Giocatore        | Serie C  | Serie C | Serie C     | Serie C    | Coppa Italia Serie C | Coppa Italia Serie C | Coppa Italia Serie C | Coppa Italia Serie C | Totale   | Totale | Totale      | Totale     |
| Giocatore        | Presenze | Reti    | Ammonizioni | Espulsioni | Presenze             | Reti                 | Ammonizioni          | Espulsioni           | Presenze | Reti   | Ammonizioni | Espulsioni |
| ---------------- | -------- | ------- | ----------- | ---------- | -------------------- | -------------------- | -------------------- | -------------------- | -------- | ------ | ----------- | ---------- |
| J. Akpa-Akpro    | 1        | 0       | 1           | 0          | 0                    | 0                    | 0                    | 0                    | 1        | 0      | 1           | 0          |
| C. Attys         | 17       | 2       | 1           | 0          | 0                    | 0                    | 0                    | 0                    | 17       | 2      | 1           | 0          |
| M. Ballarini     | 3        | 0       | 0           | 0          | 0                    | 0                    | 0                    | 0                    | 3        | 0      | 0           | 0          |
| C. Bianay-Balcot | 7        | 0       | 1           | 0          | 0                    | 0                    | 0                    | 0                    | 7        | 0      | 1           | 0          |
| A. Bianconi      | 16+1     | 0       | 3           | 0          | 0                    | 0                    | 0                    | 0                    | 17       | 0      | 3           | 0          |
| T. Bijleveld     | 17       | 1       | 0           | 0          | 1                    | 0                    | 0                    | 0                    | 18       | 1      | 0           | 0          |
| D. Cancellieri   | 7+1      | 0       | 0           | 0          | 0                    | 0                    | 0                    | 0                    | 8        | 0      | 0           | 0          |
| O. Correia       | 37+2     | 2       | 8           | 0          | 1                    | 0                    | 0                    | 0                    | 40       | 2      | 8           | 0          |
| A. Cortinovis    | 10+2     | 1       | 0           | 0          | 0                    | 0                    | 0                    | 0                    | 12       | 1      | 0           | 0          |
| C. D'Urso        | 30       | 1       | 2           | 0          | 1                    | 0                    | 0                    | 0                    | 31       | 1      | 2           | 0          |
| R. El Azrak      | 18       | 2       | 2           | 0          | 1                    | 0                    | 0                    | 0                    | 19       | 2      | 2           | 0          |
| L. Fiordilino    | 18+2     | 2       | 5           | 0          | 0                    | 0                    | 0                    | 0                    | 20       | 2      | 5           | 0          |
| D. Frare         | 30+2     | 0       | 1           | 0          | 0                    | 0                    | 0                    | 0                    | 32       | 0      | 1           | 0          |
| U. Germano       | 20       | 0       | 3           | 0          | 1                    | 0                    | 0                    | 0                    | 21       | 0      | 3           | 0          |
| A. Ioniță        | 11+2     | 4       | 2+1         | 0          | 0                    | 0                    | 0                    | 0                    | 13       | 4      | 3           | 0          |
| K. Jónsson       | 28+2     | 1       | 3           | 0          | 1                    | 0                    | 1                    | 0                    | 31       | 1      | 4           | 0          |
| S. Kiyine        | 9        | 0       | 2           | 0          | 0                    | 0                    | 0                    | 0                    | 9        | 0      | 2           | 0          |
| S. Kosijer       | 1        | 0       | 0           | 0          | 0                    | 0                    | 0                    | 0                    | 1        | 0      | 0           | 0          |
| R. Krollis       | 14       | 0       | 0           | 1          | 1                    | 0                    | 0                    | 0                    | 15       | 0      | 0           | 1          |
| A. Moretti       | 12       | 0       | 1           | 0          | 1                    | 0                    | 0                    | 0                    | 13       | 0      | 1           | 0          |
| M. Olivieri      | 26+2     | 10      | 7           | 0          | 0                    | 0                    | 0                    | 0                    | 28       | 10     | 7           | 0          |
| D. Pavlev        | 9        | 0       | 2           | 0          | 1                    | 0                    | 0                    | 0                    | 10       | 0      | 2           | 0          |
| N. Rizzo         | 8        | 0       | 1           | 0          | 1                    | 0                    | 1                    | 0                    | 9        | 0      | 2           | 0          |
| K. Roos          | 38+2     | -45     | 0           | 0          | 1                    | -1                   | 0                    | 0                    | 41       | -46    | 0           | 0          |
| B. Sambú         | 27+2     | 2       | 5           | 0          | 0                    | 0                    | 0                    | 0                    | 29       | 2      | 5           | 0          |
| T. Silvestri     | 12+1     | 1       | 4           | 0+1        | 0                    | 0                    | 0                    | 0                    | 13       | 1      | 4           | 1          |
| L. Strizzolo     | 10+1     | 1       | 2           | 0          | 0                    | 0                    | 0                    | 0                    | 11       | 1      | 2           | 0          |
| A. Struna        | 14       | 1       | 1           | 0          | 1                    | 0                    | 0                    | 0                    | 15       | 1      | 1           | 0          |
| S. Þórðarson     | 1        | 0       | 0           | 0          | 1                    | 0                    | 0                    | 0                    | 2        | 0      | 0           | 0          |
| M. Tonetto       | 22+2     | 0       | 2           | 0          | 0                    | 0                    | 0                    | 0                    | 24       | 0      | 2           | 0          |
| K. Udoh          | 13+2     | 1       | 0           | 0          | 0                    | 0                    | 0                    | 0                    | 15       | 1      | 0           | 0          |
| A. Vallocchia    | 20       | 0       | 4           | 0          | 0                    | 0                    | 0                    | 0                    | 20       | 0      | 4           | 0          |
| E. Vertainen     | 36+1     | 6       | 4           | 1          | 1                    | 0                    | 1                    | 0                    | 38       | 6      | 5           | 1          |
| J. Vicario       | 11       | 1       | 0           | 0          | 1                    | 0                    | 0                    | 0                    | 12       | 1      | 0           | 0          |
| I. Voca          | 24+2     | 0       | 2           | 0          | 1                    | 0                    | 1                    | 0                    | 27       | 0      | 3           | 0          |

## Giovanili

### Organigramma
Area direttiva
- Responsabile del settore giovanile: Bojan Kurjakovic
- Responsabile scouting settore giovanile: Fabiano Speggiorin
- Direttore sportivo settore giovanile: Mark Strukelj
- Segretari settore giovanile: Sebastjan Komel, Rossella Alberti

Staff tecnico Primavera
- Team Manager: Alcide Marco Salviato
- Allenatore: Geppino Marino
- Preparatore atletico: Matic Lukman Coko
- Preparatore dei portieri: Daniele Spizzo
- Match Analyst: Sebastiano Cipollone

Staff medico Primavera
- Medico sociale: Umberto Mamolo
- Fisioterapisti: Emil Bukavec, Simone Feletig, Luca Ressetta

### Piazzamenti
- Primavera: 
  - Campionato: 2º nel girone A (in corso)
- Allievi Nazionali U17:
  - Campionato: 2º nel girone B (in corso)
- Giovanissimi Nazionali U15:
  - Campionato: 11º nel girone B (in corso)